# شبه جزيرة ليسبورن
شبه جزيرة ليسبورن هي شبه جزيرة تمتد في بحر تشوكشي على الساحل الغربي لولاية ألاسكا الأمريكية. وهي تقع في أقصى نقطة في الغرب من مقاطعة نورث سلوب بورو (ألاسكا). إنه شبه منحرف تقريبًا وله نقطتان النقطة الشمالية الغربية هي كيب ليسبورن والجنوب الغربي نقطة واحدة بوينت هوب.
تمتد شبه جزيرة ليسبورن غربًا، 100 كم (62 ميل)، من خط بين كيب بوفورت وكيفالينا، إلى بحر تشوكشي. يفصل بين منحدر ألاسكا الشمالي من صوت كوتزيبو. سميت باسم كيب ليسبورن. يوجد قسمان من وحدة بحر تشوكشي في محمية ألاسكا البحرية الوطنية للحياة البرية في شبه الجزيرة، أحدهما في كيب ليسبورن والآخر في كيب طومسون.
يتدفق نهر كوكبوك عبر شبه جزيرة ليسبورن.